# Невський проспект — 300 (фільм, 2019)
«Невський проспект — 300» — російський телевізійний фільм. Знятий по мотивах повісті Миколи Гоголя «Невський проспект», проте дію фільму перенесено з 30-х років XIX століття, в 10-ті роки XXI століття. Фільм присвячено до трьохсотліття Невського проспекту в Санкт-Петербурзі. Прем'єра відбулась 28 січня 2019 року. Фільмування за словами творців фільму тривали 20 днів.

## Сюжет
Сюжет такий як в оригінальній повісті, і ділиться на дві сюжетні лінії: художника Піскарьова і поручика Пирогова, але весь фільм відбувається в 10-х роках XXI сторіччя. Деякі сцени з оригіналу були вирізані.

## У ролях
- Олексій Янко — Піскарьов
- Вадим Журавльов — Пирогов
- Марія Єричева — Брюнетка яку покохав Піскарьов
- Крістіна Пірожкова — Блондинка яку покохав Пирогов
- Дмитро Марфін — сусід Піскарьова
- Максим Антонніков — німець Шилер
- Олег Іванов — німець Гофман

## Цікаві факти
- Фільм є у вільному доступі на ютуб-каналі правовласника[4]